# Maiselova radnice
Židovská radnice v Praze na Josefově je soubor tří budov různého stáří, které jako jedny z mála přečkaly asanaci Josefova. Je známá také jako Maiselova radnice, protože nejstarší nárožní část ze 16. století financoval Mordechaj Maisel, stejně jako sousední Vysokou synagogu, která je s radnicí úzce spojena. Vnější pozdně barokní vzhled získala rozšířená radnice v 18. století, další rozšíření přistavením nové budovy je z počátku 20. století.

## Historie
Prvně je jako „Rathaus židovský“ zmiňována již v pramenech z první půlky 16. století, není však známo, kde se nacházela. Na místě dnešní budovy se nacházel zřejmě věžovitý objekt neznámého určení s pětidílnou žebrovou klenbou, který byl zřejmě vystaven v souvislosti se stavbou Staronové synagogy a který se v suterénu radnice částečně zachoval.
Budova Maiselovy radnice původně pochází z roku 1577, kdy byla spolu s Vysokou synagogou dokončena v renesančním slohu. Její stavba byla financována tehdejším primasem židovského ghetta, Mordechajem Maiselem.
První větší raně barokní přestavba proběhla po požáru Židovského města v roce 1689. Dnešní vnější rokoková podoba pochází z období po dalším ničivém požáru Židovského města v roce 1754. Tehdy došlo ke stavebnímu sjednocení se sousední, již dříve přikoupenou budovou.
Během Pražské asanace nakonec nedošlo ke zbourání radnice a Vysoké synagogy a byla získána uvolněná sousední parcela v rozšířené Maiselovy ulici (dříve Rabínské). Nová část radnice byla přistavěna r. 1908 stavitelem Matějem Blechou.

## Popis

Nejmladší část radnice (1908) v Maiselově

Nejstarším objektem komplexu je tzv. Maiselova radnice, známá jako Židovská radnice. Jedná se o třípodlažní nárožní budovu na rohu ulic Červené a Maiselovy, s rokokovou fasádou, zakončenou věžičkou s římskými a hebrejskými hodinami. Jádro stavby je však starší, renesanční.
Východní část komplexu tvoří samostatná budova Vysoké synagogy, s průčelím do ulice Červená (naproti Staronové synagóze), jež však je vnitřně s prostorami radnice spojena. Do začátku 20. století existovala při východní straně bloku úzká středověká slepá ulička V kolnách, jejíž zbytky se částečně dochovaly na dvoře objektu (nepřístupné), na rohu se pak dochoval barokní patník, částečně přikrytý hmotou vedlejší stavby.
Nejnovější část celé budovy Židovské radnice z roku 1908 se otevírá fasádou do ulice Maiselovy směrem k severozápadu a její historizující neorokoková podoba se přizpůsobuje vzhledu starší historické budovy.

### Hodiny

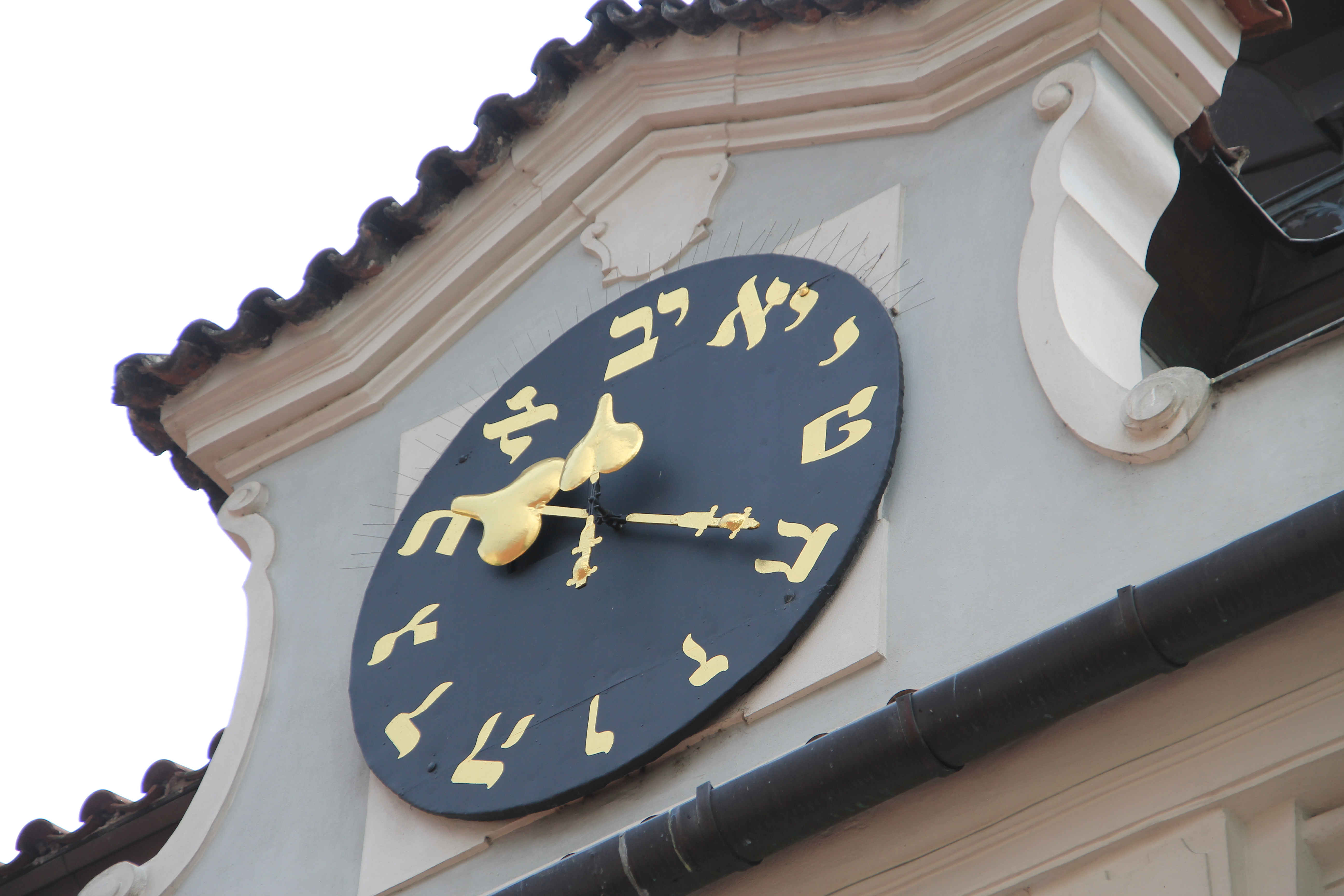
Hodiny jdoucí „pozpátku“

Na radnici jsou hodiny, které mají kromě běžných ciferníků na věžičce ještě jeden s hebrejskými číslicemi, jehož ručičky se pohybují opačným směrem. Jde o záměrně vyjádřenou podobnost se Staroměstským orlojem, vyjadřující městský patriotismus pražských Židů.[zdroj?]
Hodiny jsou poháněny původním ručně natahovaným hodinovým strojem z roku 1764, z doby poslední přestavby radnice po požáru. Židovské hodiny jdoucí pozpátku jsou známé i díky Apollinairově Pásmu.
| „                                          | Podoben Lazaru kterého světlo drtí Pozpátku točí se ručičky hodin v židovské čtvrti A ty couváš ve vlastním životě pomalu Jda na Hradčany nahoru a poslouchaje k večeru Jak v hospodách české písně zpívají | “ |
| — G. Apollinaire: Pásmo. Překlad. K. Čapek | |   |

## Současnost
V současnosti je radnice sídlem židovské obce a Federace židovských obcí. Nachází se zde také sídlo vrchního pražského a zemského rabína. V representačním prostoru v přízemí nové části funguje již téměř sto let košer restaurace, ve velkém zasedacím sále v patře do r. 1918 fungoval rabínský soud bejt din. Celý komplex radnice slouží dodnes jako kulturní centrum pro společné oslavy svátků, svateb, bar micva a jiných společenských událostí pražské židovské obce. Společně s Vysokou synagogou je chráněna jako kulturní památka.